# Mohučské kurfiřtství
Mohučské kurfiřtství (německy: Kurfürstentum Mainz nebo Kurmainz, latinsky: Electoratus Moguntinus) byl nejprestižnější a nejvlivnější ze států Svaté říše římské, a to od svého vzniku v 8. století až do svého zániku začátkem 19. století. Arcibiskup mohučský byl v římskokatolické hierarchii německým primasem (Primas Germaniae), tuto čestnou funkci se mu ale čas od času pokoušeli uzmout ostatní arcibiskupové. Ve Svaté říši římské existovala ještě dvě další církevní knížectví-kurfiřtství, a to Kolínské a Trevírské.
Arcibiskup-kurfiřt mohučský byl zároveň arcikancléřem jak Německého království, tak království Burgundského a Italského. Byl tedy jedním z nejvyšších hodnostářů Svaté říše římské. Jako takový byl prvním mezi všemi světskými i církevními knížaty v Říši a byl podřízen pouze císaři. Měl značnou politickou váhu, a to zejména jako prostředník mezi říšskými stavy a císařem.

## Historie
Biskupský stolec byl v Mohuči, tehdejším provinční hlavním městě s latinským názvem Moguntiacum, založen již v pozdním období starověkého Říma. První biskupové před 4. stoletím mají legendární jména. Prvním skutečně doloženým mohučským biskupem se v roce 343 stal Martinius. Rozmach církevního a světského významu Mohuče se dá datovat do roku 747, počínaje nástupem svatého Bonifáce na místní biskupský stolec. Bonifác byl sice předtím arcibiskupem, ale tento titul se automaticky nepřenášel na stolec jako takový a to až do jeho nástupce Lulla. Dalším časným Moučským biskupem byl Aurelus z Mohuče. Nicméně úřad získal svoji prominenci až po povýšení na arcidiecézi v letech 780–782.
Území kurfiřtství se skládalo z několika nesouvislých bloků: zemí okolo Mohuče na obou březích Rýna; území podél řeky Mohanu nad Frankfurtem; regionu Eichsfeld v Dolním Sasku a Durynsku a území okolo Erfurtu v Durynsku.

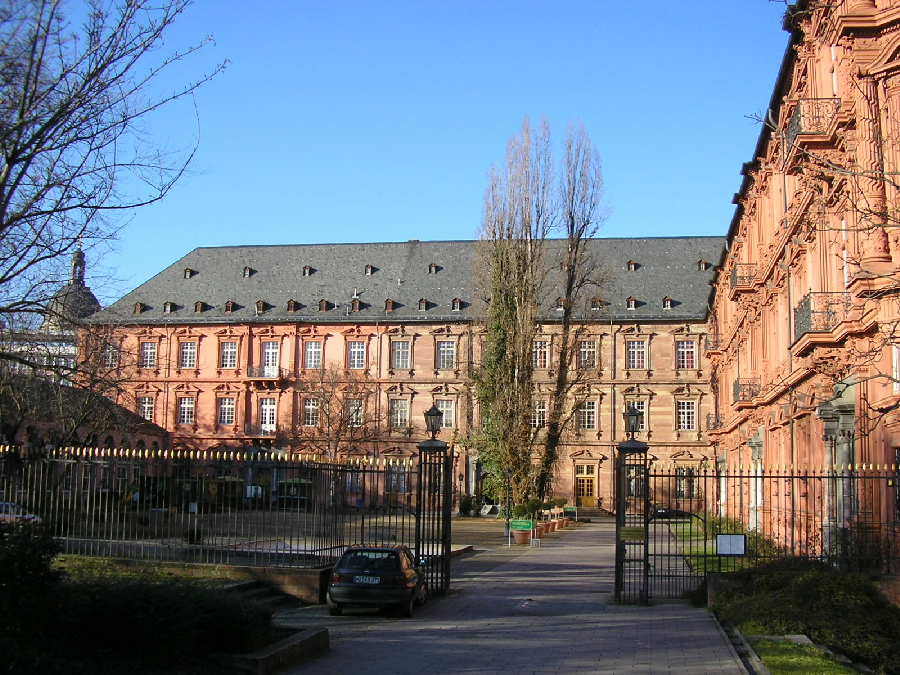
Kurfiřtský palác v Mohuči

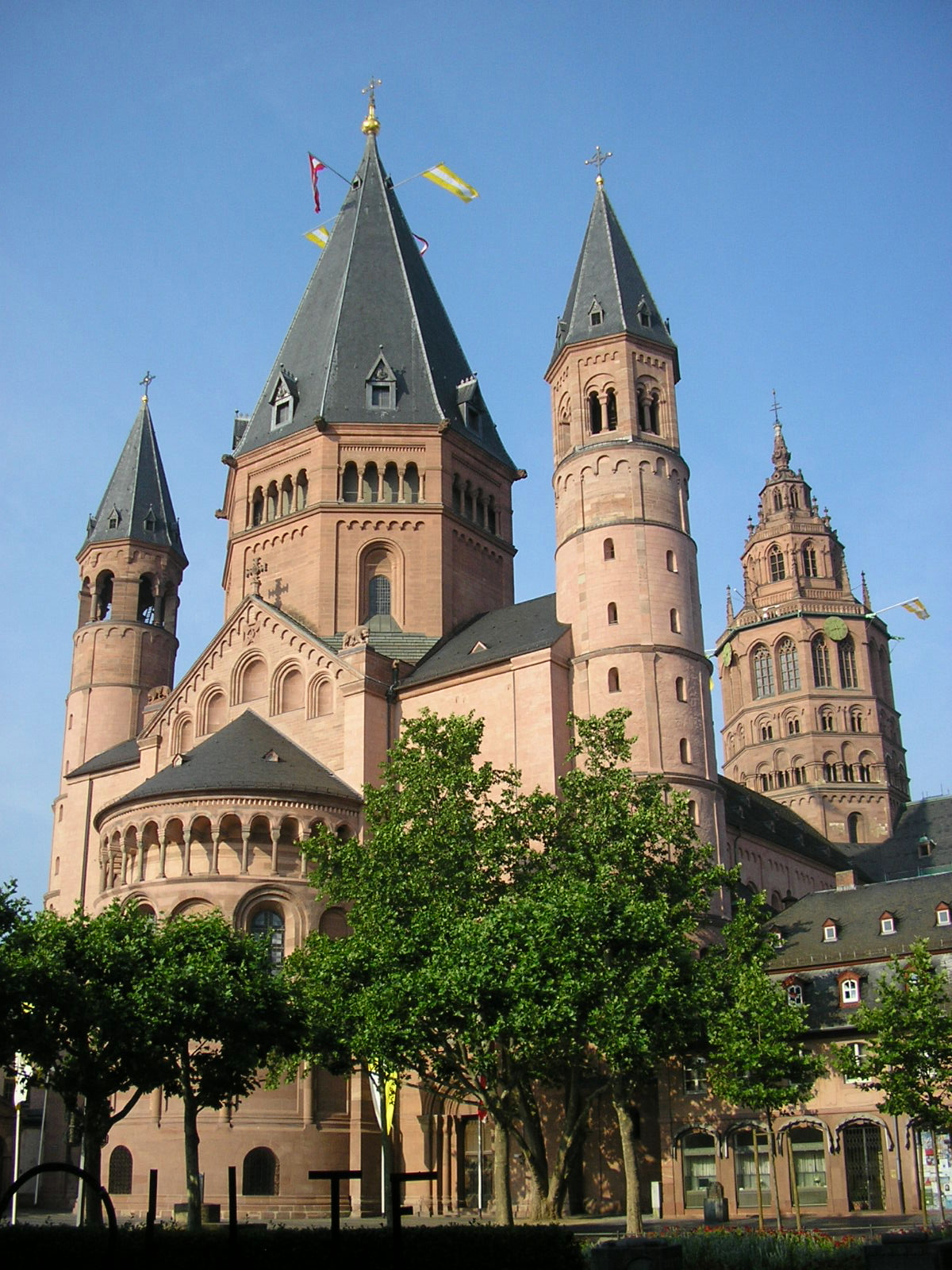
Katedrála v Mohuči

Stejně jako v případě ostatních dvou církevních kurfiřtství, se území Mohučského kurfiřtství lišilo od území odpovídajícího Mohučské arcidiecézi, nad kterou měl Mohučský arcibiskup pouze spirituální autoritu. V průběhu raného novověku byla Mohučská arcidiecéze největším církevním celkem v Německu, zahrnujíce Mohuč a dalších 10 podřízených diecézí.
Roku 1802 ztratila Mohuč svůj arcibiskupský charakter. Během sekularizace která doprovázela tzv. Reichsdeputationshauptschluss v roce 1803 bylo sídlo kurfiřta Karla Theodora von Dalberg přesunuto do Řezna a kurfiřtství ztratilo svá levobřežní teritoria, která připadla Francii, pravobřežní území okolo Mohanu pod Frankfurtem připadla Hesensku-Darmstadsku a Nasavsku a Eichsfeld s Erfurtem Pruskému království. Dalbergovi se povedlo udržet Aschaffenburské oblasti a přeměnil je na Aschaffenburské knížectví. V roce 1810 spojil Dalberg Aschaffenburg, Frankfurt, Wetzlar, Hanau a Fuldu a vytvořil nové Velkovévodství frankfurtské. Nicméně Dalberg v roce 1813 rezignoval a Vídeňský kongres rozdělil jeho území v roce 1815 mezi Bavorské království, Hesenské kurfiřtství, velkovévodství Hesenské a Svobodné město Frankfurt.

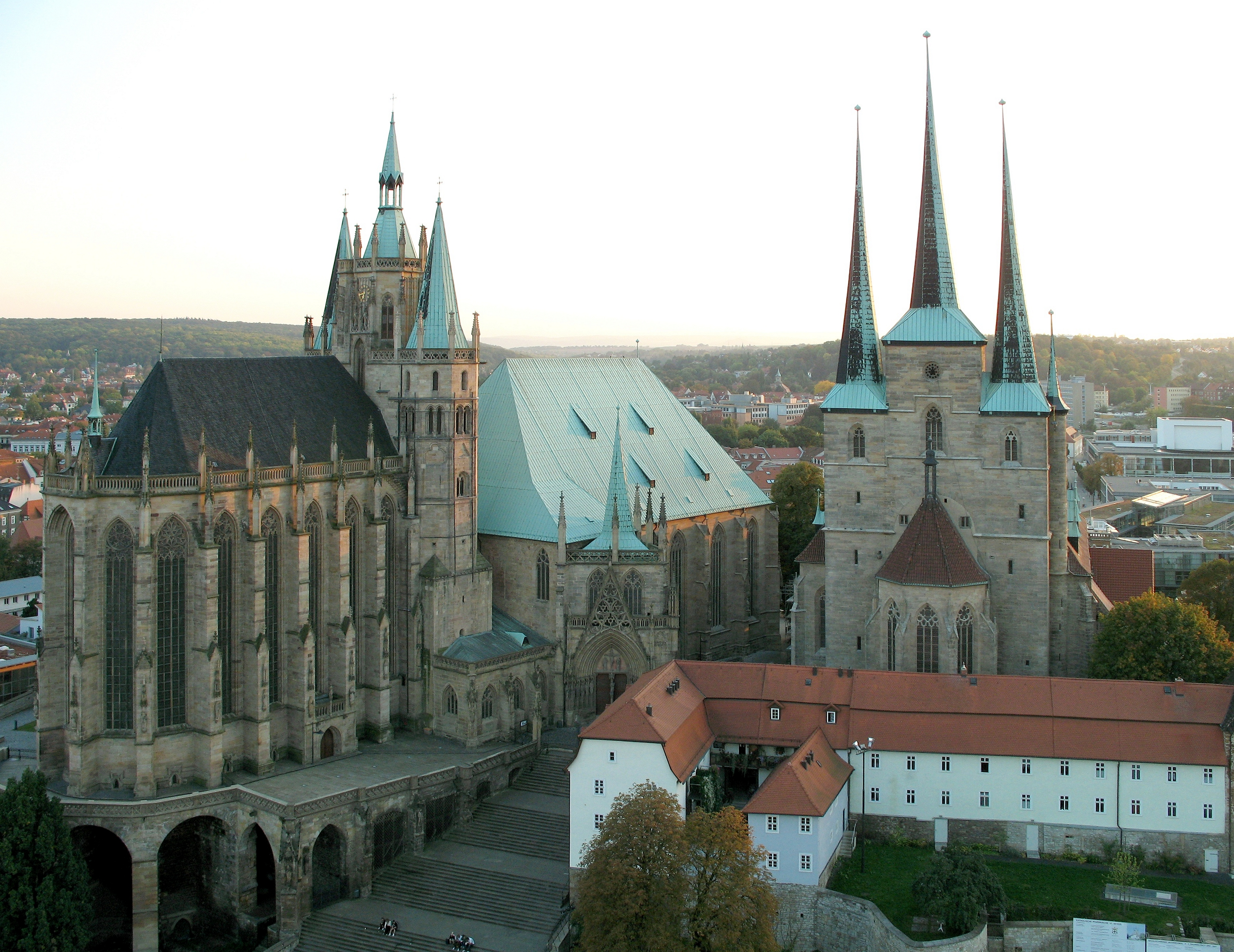
Erfurtská katedrála a kostel sv. Severina

Novodobá římskokatolická mohučská diecéze byla založena roku 1802 ve chvíli, kdy Mohuč ztratila svůj statut arcidiecéze a stala se pouhou diecézí na území Francie. Roku 1814 byla jeho jurisdikce rozšířena i nad územím Hesensko-Darmstadtska. Od té doby měla dva kardinály a prostřednictvím různých konkordát jí bylo umožněno ponechat si středověkou tradici volby katedrální kapituly a volby biskupa.